# Осоляване
Осоляването е вид готварска техника за съхраняване на месо и риба, при която се използва готварска сол. Това е един от най-древните и разпространени начини на консервиране, практикуван и в домашни, и в производствени условия.
Солта действа, като прониква в мускулния сок в месото и променя състава на белтъчините и се губи част от водата и разтворените в нея органични съединения. Това води до по-високо осмотично налягане в месото, към което съдържащите се гнилостните микроорганизми са много чувствителни. При концентрация от 10% сол в месото спира развитието на повечето от тях, но и така те не загиват. Нужен е компромис с концентрацията на сол, тъй като повече от 6% сол правят месото трудно смилаемо и неподходящо за хора с болни стомаси. По тези причини осоляването не е напълно сигурен начин за консервиране.

## Съставки, използвани при осоляване
Когато се осолява риба се използва само сол, а при месо – се добавят още селитра и захар.
Тъй като при осоляването кръвта в месото се разрушава и то посивява, за да се избегне това в сместа се добавя селитра, (калиев нитрат Е 252 или натриев нитрат Е 251) калиев нитрит (Е 249) или натриев нитрит (Е 250).
Дозирането на тези съставки трябва да се извършва с особено внимание поради потенциалната опасност от употребата им. Като правило, използването на нитрати е по-малко рисково, отколкото на това на нитрити поради многократно по-високата токсичност на нитритите. От друга страна, действието на нитритите е много по ефективно. Количеството на добавяни нитрати не трябва да надвишава 150 милиграма на 1 кг за месни продукти, които не са преминали термична обработка. При производството на някои традиционни продукти тази доза може да бъде увеличена до 300 милиграма на 1 кг без добавяне на Е 249 или Е 250. За херинга и хамсия, осолени в саламура, допустимото количество нитрати е до 500 милиграма (0,5 г) на 1 кг. Количествата добавяни нитрити за 1 кг месо не трябва да надвишава 1000 мг. (1 грам) Поради трудноста да се дозира и разпредели равномерно в продукта такова малко количество, обикновено нитритите се прилагат под формата на нитритна сол. Също така, при определени технологии, могат да бъдет инжектирани под формата на разредени разтвори.
За запазването на червения цвят на месото помага и захарта, която предпазва нитритите от бързо окисление. Освен това тя намалява силното усещане за соленост и не позволява месото да се втвърди.
При осоляване могат да се сложат и подправки като черен пипер, дафинов лист, бахар, скилидки чесън.

## Видове осоляване
|             | Осоляване на месо | Осоляване на месо | Осоляване на риба    | Осоляване на риба    |
| сухо        | мокро             | сухо              | мокро                |                      |
| Температура | 3—4 °C            | 3—4 °C            | 2—3 °C               | -2—0 °C              |
| Време       | 20 дни            | 20 дни            | 4-5 седмици          | 3 седмици            |
| Трайност    | 3-4 месеца        | 3-4 месеца        | 2-3 месеца на хладно | 2-3 месеца на хладно |

Съществуват два основни вида осоляване – сухо чрез натриване със сол и други добавки, и мокро – чрез заливане на месото със солена саламура. И двата вида трябва да се прилагат само върху съвсем пресни меса и риби. Дори самата сол трябва да премине термична обработка преди да се използва за осоляване: да се загрее на фурна или, в случай на мокро осоляване, разтворът да се подвари 5-10 минути.
Дребните риби като хамсия и копърка се осоляват цели, средните като паламуд, скумрия и платика — след като се отстранят главите, но без да се отстраняват вътрешностите, а най-едрите като турука – след като се отстранят и главите и вътрешностите.
Особености при осоляването
- За разлика от рибата, докато трае осоляването на месото, и сухо и мокро, е добре парчетата да се разместват през няколко дни – които са били отгоре да се сложат отдолу.
- След като се осоли (и при сухо и при мокро осоляване), рибата се измива и окача на сухо и проветриво място да съхне.

### Сухо осоляване
На месо: На 1 кг месо: 70 грама сол, 1 грам селитра, 1 грам захар.
На риба: На 1 кг риба: 150 грама сол.
Месо или рибата се изчистват и измиват добре, нарязват на парчета и осоляват на ръка, като сместа се втрива. Парчетата се нареждат в дървен или стъклен съд като между тях се поставят подправки на вкус. Отгоре се затискат с тежест. След няколко дни солта извлича част от съдържащата се в месото вода и се образува саламура и разсол по повърхността. Държи се на хладно: месото за 20 дни, рибата – до 5 седмици.

### Мокро осоляване
На месо: На 10 литра вода: 2 кг сол, 30 грама селитра, 100 грама захар, подправки.
На риба: На 10 литра вода: 2,5 кг сол, подправки.
При мокро осоляване се приготвя саламура, която първо трябва да заври и изстине. Подреденото в дървено каче месо или риба се залива догоре със саламурата, притиска се с тежест и се държи на хладно място.

### Обезсоляване
Преди консумация на силно осолено месо или риба (10-12%), то може да се обезсоли за да се избегнат проблемите с приема на твърде много сол. За целта е най-добре да се използва слабосолен воден разтвор (около 3-5%) в който да престои продукта известно време. Това позволява да се запазят добрият вид и вкусови качества. Понякога е необходимо допълнително доливане на питейна вода в разтвора, тъй като той извлича сол от продукта който е в него и това повишава солеността му. Не е желателно прекомерното разреждане на разтвора, тъй като в противен случай месото или рибата няма да изглеждат добре.